# نادية سليمان
نادية دينيس داود- جوتيريز سليمان (بالإنجليزية: Natalie Suleman)‏، المعروفة باسم Octomom في وسائل الإعلام، هي امرأة أمريكية اشتهرت عندما أنجبت ثمانية توائم في يناير 2009. وادت ظروف ولادة التوائم إلى جدل في مجال المساعدة التقنية الإنجابية فضلا عن إجراء تحقيق من قبل المجلس الطبي في ولاية كاليفورنيا لمتخصصي الخصوبةَ المشاركين. وقد تغير رد فعل الرأي العام بالسلب عندما تم اكتشاف ان نادية لديها بالفعل ستة أطفال آخرين ولم تكن تعمل وتعيش على المساعدات.
نادية التي كانت عاطله عن العمل وتعيش على برامج المساعدات العامة في ذلك الوقت، حملت ثمانية آخرون ولها ستة أطفال أكبر سنا عن طريق التلقيح الاصطناعي.

## النشأة والتعليم
ولدت نادية في عام 1975 إما في بيلفلور(Bellflower) أو فولرتون(Fullerton) بولاية كاليفورنيا كطفلة وحيدة لادوارد وأنجيلا داود. والديها تزوجا في لاس فيغاس عام 1974، وطلقا عام 1999.
اخذت رخصة ممارسة للطب النفسى وعملت ممارس للطب النفسي في مستشفى متروبوليتان ستيت (Metropolitan State) حيث اصيب ظهرها في خلال العمل. رفعت دعوى للمطالبة بتعويض العمال في عام 1999 بينما كانت تعمل في المستشفى، ومرة أخرى قدمت دعوى أخرى في عام 2001 إلى طعون تعويض العمال وبمرور الوقت، تلقت ما يقرب من $ 167,000 كتعويض. درست بجامعة ولاية كاليفورنيا، فولرتون (CSUF) وحصلت على درجة بكالوريوس العلوم في تنمية قدرات الأطفال والمراهقين في عام 2006. عادت نادية إلى CSUF لمتابعة الماجستير في الاستشارة، وتركت البرنامج في عام 2008. [13]

### الزواج والطلاق
تزوجت نادية من ماركوس جوتيريز في عام 1996. وفقا لجوتيريز، لقد انفصلا في عام 2000 للمحاولات الفاشلة في إنجاب الأطفال. أقام جوتيريز دعوى طلاق في نوفمبر 2006 وتم الطلاق في يناير 2008. على الرغم من الطلاق، في مقابلة مع بيبول ويكلي (People Weekly)اشاد بها وأعرب عن أنه يتمنى لها الخير.

## الأطفال
بدأت نادية التلقيح الاصطناعي في عام 2001 مع الدكتور مايكل كاماراف. (وقد طرد الدكتور كاماراف بعد ذلك من الجمعية الأمريكية للطب التناسلي ) وقد أسفر العلاج ولاده ابنها الأول في عام 2001 ثم أنجبت بنت في عام 2002 ثم تلقت علاجات التلقيح الاصطناعي إضافية مما أسفر عن ثلاث ولادات متتالية (منهم توام) وكان المجموع 6 أطفال (أربع أولاد وبنتين).

### التوأم الثمانية
ذكرت نادية أنه في عام 2008 كان قد تبقى ستة اجنة من علاج الإخصاب الأصطناعي السابق. وطلبت أن تزرع كل الأجنة الباقية على الرغم من أن المعدل الطبيعى لامرأة في عمرها زرع اثنين أو ثلاثة على الأكثر. كان جزء من أسبابها ان في تحمل لسادس مره ألا تدمر الأجنة المجمدة. زرعت الأجنة الستة الباقون وانقسم اثنين من الستة إلى توائم، مما أدى إلى ثمانية أجنة. كانت خمسة أجنة واضحة بعد شهر واحد فقط من الحمل، وعندما عرض علي نادية خيار تقليل عدد الأجنة رفضت. وبعد أن راجع مجلس كاليفورنيا الطبي حالة نادية قرر سحب الترخيص الطبي للدكتور كاماراف
سببت أخبار التوائم الثمانية جنون في وسائل الإعلام العالمية. وكان للجمهور رد سلبيا إلى حد كبير، وتضمن حتى تهديدات بالقتل. كان هناك الكثير من الجدل في الرأي العام حول قرار نادية الاحتفاظ بالتوائم الثمانية، بما في ذلك احتجاجات قليلة خارج منزل نادية. وعبر الكثيرين عن قلقهم من أن قرار نادية لأطفال أكثر من شأنه أن يحمل عبئ على دافعي الضرائب.

## الرأي العام
قامت نادية بالعديد من اللقائات التليفزيونية والصحفية ففي 5 فبراير 2009، ألتقت نادية سليمان بالإعلامية لآن كاري بشبكة ان بى سى، وقالت انا ترفض الايحاءات بأن قراراتها كانت أنانية أو أنها قد لا تكون قادرة على رعاية أطفالها، وأضافت أنها شعرت أن المجتمع يحكم عليها بشكل غير عادل لأنها أم وحيدة ولكنها تخطط أن تدبر أمورها بمساعدة من الأسرة والأصدقاء، وكنيستها.
في فبراير 2009، قدمت شركة فيفيد إنترتاتمينت لنادية ب مليون دولار عرضا لها لعمل فيلم إباحي ولكنها رفضت.، إلا أنها قامت بالفعل سنة 2012 بتصوير فيلم إباحي لها حمل عنوان «وحيدة في المنزل» و ذلك لفائدة شركة ويكد بيكتشرز.
في 25 مارس، 2009، قامت نادية بالظهور مع الناشطة جلوريا الريد في عرض د. فيل وكان لألريد قائمة من الانتقادات بشأن أداء نادية كأم وربة منزل.

## عائلة ممتدة
والد نادية، إدوارد داود سليمان، هو  فلسطيني الذي كان يمتلك مطعم وعمل لاحقا بالعقارات، كما وعمل أيضا كمترجم في العراق، اما والدة نادية، انجيلا فيكتوريا سليمان، التي كانت معلمة ومدرسة، فهي  ليتوانية الأصل.

## روابط خارجية
- نادية سليمان على موقع IMDb (الإنجليزية)
- نادية سليمان على موقع إن إن دي بي (الإنجليزية)
- نادية سليمان على موقع قاعدة بيانات الفيلم (الإنجليزية)
- نادية سليمان على موقع كينوبويسك (الروسية)